# ワイイーシーソリューションズ
株式会社ワイイーシーソリューションズは、1969年（昭和44年）9月10日に設立されたNEC「販売特約店」。いわゆる下請け会社。略称「YEC」。
筆頭株主は日本エアーコンジショナース株式会社。
厚生労働省「特定労働者派遣事業」届出。特定労働者派遣事業などを手がける。